# David Newman
David Louis Newman (Los Angeles, 11 marzo 1954) è un compositore e direttore d'orchestra statunitense.

## Biografia
Terzogenito di quattro fratelli, è figlio del compositore Alfred Newman, vincitore di nove premi Oscar. Membro di una famiglia di musicisti e compositori, seguono l'esempio di David suo cugino Randy e suo fratello Thomas.
Violinista e direttore d'orchestra, David Newman ha frequentato gli studi presso la University of Southern California.
Ha debuttato nel mondo del cinema come compositore nel 1984, firmando la colonna sonora di Frankenweenie di Tim Burton. L'anno successivo è autore delle musiche della serie tv Storie incredibili (Amazing Stories) di Steven Spielberg.
Ha collaborato spesso con l'amico Danny DeVito nei film Getta la mamma dal treno, La guerra dei Roses, Hoffa - Santo o mafioso?, I soldi degli altri, Matilda 6 mitica ed Eliminate Smoochy.
Il successo arriva nel 1997, quando insieme a Stephen Flaherty e Lynn Ahrens scrive e dirige la colonna sonora di Anastasia, un film d'animazione di successo. Lo stesso anno viene assunto dal Sundance Institute come direttore musicale con un contratto d'assunzione a tempo determinato di quattro anni.
In varie occasioni è stato direttore della Los Angeles Philharmonic Orchestra.
Nel febbraio 2007 ha avuto la nomina a presidente della Film Music Society, un'organizzazione internazionale senza scopo di lucro che sostiene la conservazione della musica da film e programmi televisivi.

## Premi
Nel 1998 viene candidato alla 70ª edizione della cerimonia di premiazione degli Oscar insieme a Stephen Flaherty e Lynn Ahrens nella categoria Migliore colonna sonora di Musical o commedie per Anastasia. L'ambito riconoscimento è però andato ad Anne Dudley per Full Monty - Squattrinati organizzati.

## Filmografia

### Cinema
- Frankenweenie, regia di Tim Burton - cortometraggio (1984)
- Critters (Gli extraroditori) (Critters), regia di Stephen Herek (1986)
- Vendetta, regia di Bruce Logan (1986)
- The Kindred, regia di Stephen Carpenter e Jeffrey Obrow (1987)
- Demonio amore mio (My Demon Lover), regia di Charlie Loventhal (1987)
- Malone - Un killer all'inferno (Malone), regia di Harley Cokeliss (1987)
- Le avventure del piccolo tostapane (The Brave Little Toaster), regia di Jerry Rees (1987)
- Getta la mamma dal treno (Throw Momma from the Train), regia di Danny DeVito (1987)
- Schegge di follia (Heathers), regia di Michael Lehmann (1989)
- Bill & Ted's Excellent Adventure, regia di Stephen Herek (1989)
- Crimine disorganizzato (Disorganized Crime), regia di Jim Kouf (1989)
- Michael & Mickey, regia di Jerry Rees - cortometraggio (1989)
- Back to Neverland, regia di Jerry Rees - cortometraggio (1989)
- Piccoli mostri (Little Monsters), regia di Richard Greenberg (1989)
- Cranium Command, regia di Jerry Rees - cortometraggio (1989)
- Corso di anatomia (Gross Anatomy), regia di Thom Eberhardt (1989)
- La guerra dei Roses (The War of the Roses), regia di Danny DeVito (1989)
- Zio Paperone alla ricerca della lampada perduta (DuckTales the Movie: Treasure of the Lost Lamp) (1990)
- Apache pioggia di fuoco (Fire Birds) (1990)
- Il boss e la matricola (The Freshman) (1990)
- Roba da matti (Madhouse) (1990)
- Mr. Destiny (1990)
- The Runestone (1990)
- Un mitico viaggio (Bill & Ted's Bogus Journey) (1991)
- ...Non dite a mamma che la Babysitter è morta! (Don't Tell Mom the Babysitter's Dead) (1991)
- Bella, bionda... e dice sempre sì (The Marrying Man) (1991)
- Meet the Applegates (1991)
- I soldi degli altri (Other People's Money) (1991)
- La strada per il paradiso (Paradise) (1991)
- Rover Dangerfield (1991)
- Talent for the Game (1991)
- Hoffa - Santo o mafioso? (Hoffa) (1992)
- Mi gioco la moglie... a Las Vegas (Honeymoon in Vegas) (1992)
- Itsy Bitsy Spider (1992)
- Stoffa da campioni (The Mighty Ducks) (1992)
- Calde notti d'estate (That Night) (1992)
- Teste di cono (Coneheads) (1993)
- I ragazzi vincenti (The Sandlot) (1993)
- Coppia d'azione (Undercover Blues) (1993)
- Che aria tira lassù? (The Air Up There) (1994)
- Sonny & Pepper. Due irresistibili cowboy (The Cowboy Way) (1994)
- I Flintstones (The Flintstones) (1994)
- Inviati molto speciali (I Love Trouble) (1994)
- Mio padre è un eroe (My Father The Hero) (1994)
- A proposito di donne (Boys on the Side) (1995)
- Quando gli elefanti volavano (Operation Dumbo Drop) (1995)
- Oltre Rangoon (Beyond Rangoon) (1995)
- Tommy Boy (1995)
- Il grande bullo (Big Bully) (1996)
- Una promessa è una promessa (Jingle All the Way) (1996)
- Matilda 6 mitica (Matilda) (1996)
- Il professore matto (The Nutty Professor) (1996)
- The Phantom (1996)
- Anastasia (1997)
- Gli impenitenti (Out to Sea) (1997)
- 1001 Nights (1998)
- Bowfinger (1999)
- Bangkok, senza ritorno (Brokedown Palace) (1999)
- Galaxy Quest (1999)
- Mai stata baciata (Never Been Kissed) (1999)
- La carica dei 102 - Un nuovo colpo di coda (102 Dalmatians) (2000)
- Indiavolato (Bedazzled) (2000)
- Duets (2000)
- I Flintstones in Viva Rock Vegas (The Flintstones in Viva Rock Vegas) (2000)
- La famiglia del professore matto (Nutty Professor II: The Klumps) (2000)
- L'intrigo della collana (The Affair of the Necklace) (2001)
- Dr. Dolittle 2 (2001)
- The Flamingo Rising (2001)
- Eliminate Smoochy (Death to Smoochy) (2002)
- L'era glaciale (Ice Age) (2002)
- Una vita quasi perfetta (Life or Something Like It) (2002)
- Scooby-Doo (2002)
- Il gatto e il cappello matto (The Cat in the Hat) (2003)
- L'asilo dei papà (Daddy Day Care) (2003)
- Duplex - Un appartamento per tre (Duplex) (2003)
- Come farsi lasciare in 10 giorni (How to Lose a Guy in 10 Days) (2003)
- Scooby-Doo 2: Mostri scatenati (Monsters Unleashed) (2004)
- L'uomo di casa (Man of the House) (2004)
- Io, lei e i suoi bambini (Are We There Yet?) (2004)
- Quel mostro di suocera (Monster-in-Law) (2004)
- Serenity, regia di Joss Whedon (2005)
- Norbit (2007)
- The Spirit (2008)
- Alvin Superstar 2 (Alvin and the Chipmunks: The Squeakquel) (2009)
- Scooby-Doo! Il mistero ha inizio (Scooby-Doo! The Mystery Begins), regia di Brian Levant - film TV (2009)
- Crazy on the Outside (2010, in post-produzione)
- Animals United (2010)
- Scooby-Doo! La maledizione del mostro del lago (Scooby-Doo! Curse of the Lake Monster), regia di Brian Levant - film TV (2010)
- Big Mama - Tale padre, tale figlio (Big Mommas: Like Father, Like Son) (2011)
- Tarzan (2014)
- Comportamenti molto...cattivi (2014)
- Ruth & Alex - L'amore cerca casa (2015)
- Io, Dio e Bin Laden (Army of One), regia di Larry Charles (2016)
- Il viaggio delle ragazze (Girls Trip), regia di Malcolm D. Lee (2017)
- Ricomincio da nudo (Naked), regia di Michael Tiddes (2017)
- La scuola serale (Night School), regia di Malcolm D. Lee (2018)
- Pets United, regia di Reinhard Klooss (2020)
- West Side Story, regia di Steven Spielberg (2021) - musiche originali di Leonard Bernstein, solo arrangiamenti

### Televisione
- Nel regno delle fiabe (Faerie Tale Theatre) - serie TV, episodio 5x1 (1986)
- Storie incredibili (Amazing Stories) - serie TV, episodio 2x18 (1987)